# ان‌جی‌سی ۶۷۵۲
ان‌جی‌سی ۶۷۵۲ (انگلیسی: NGC 6752) یک خوشه کروی در صورت فلکی طاووس است.